# Jay Sekulow
Jay Alan Sekulow, född 10 juni 1956 i Brooklyn i New York, är en amerikansk advokat. Han är en av USA:s president Donald Trumps advokater och juridiska rådgivare.
Tidskriften Legal Times rankade honom i maj 2008 som en av de "90 Greatest Washington Lawyers of the Last 30 years".